# Езофагит
Езофагит е възпаление на хранопровода. Най-често се получава вследствие на гастроезофагеална рефлуксна болест.

## Описание
Езофагитът се дели на рефлуксен, инфекциозен и еозинофилен. Пациентите обикновено изпитват парене, дисфагия, в ро-редки случаи е засегната и сърдечносъдовата система поради това, че и хранопроводът, и сърцето се инервират от блуждаещия нерв – наблюдава се аритмия и повишено артериално налягане, дихателната система също може да бъде засегната.